# Paralosalda
Paralosalda is een geslacht van wantsen uit de familie van de Saldidae (Oeverwantsen). Het geslacht werd voor het eerst wetenschappelijk beschreven door J. Polhemus & Evans in 1969.

## Soorten
Het genus is monotypisch en bevat alleen de volgende soort:

- Paralosalda innova J. Polhemus & Evans, 1969